# Le Fantôme de Yotsuya
Pour plus de détails, voir Fiche technique et Distribution.
Le Fantôme de Yotsuya (新釈 四谷怪談, Shinshaku Yotsuya kaidan) est un film japonais de 1949 réalisé par Keisuke Kinoshita. Ce film en noir et blanc est composé de deux parties. Il est inspiré d'une pièce traditionnelle japonaise de Tsuruya Nanboku IV, Yotsuya kaidan.

## Synopsis
Un samouraï cherche soit à divorcer ou à se débarrasser de son actuelle épouser pour se marier à une autre femme plus riche.

## Fiche technique
- Titre : Le Fantôme de Yotsuya
- Titre original : 新釈 四谷怪談 (Shinshaku Yotsuya kaidan?) ou 四谷怪談 (Yotsuya kaidan?)[1],[2],[3]
- Réalisateur : Keisuke Kinoshita
- Scénario : Eijirō Hisaita (ja) et Kaneto Shindō
- Photographie : Hiroshi Kusuda (ja)
- Montage : Hisashi Sagara
- Décors : Isamu Motoki
- Musique : Chūji Kinoshita (ja)
- Producteur : Kōichirō Ogura
- Société de production : Shōchiku
- Pays d'origine :  Japon
- Langue originale : japonais
- Format : noir et blanc — 1,37:1 — 35 mm — son mono
- Genres : film fantastique ; jidai-geki ; drame
- Durées :
  - première partie : 85 minutes[4] (métrage : neuf bobines - 2 344 m[4])
  - seconde partie : 73 minutes[5] (métrage : huit bobines - 2 003 m[5])
- Dates de sortie :
  - Japon : 5 juillet 1949 (première partie)[4] - 16 juillet 1949 (seconde partie)[5]

## Distribution
- Kinuyo Tanaka : Oiwa / Osode, la sœur cadette d'Oiwa
- Ken Uehara : Iemon Tamiya
- Osamu Takizawa : Gonbei Naosuke
- Keiji Sada : Kohei Kobotoke
- Ken Mitsuda : Kihei
- Hisako Yamane : Oume
- Haruko Sugimura : Omaki
- Jūkichi Uno : Yomoshichi, le mari d'Osode
- Aizō Tamashima (ja) : Takuetsu, le masseur
- Chōko Iida : Okura
- Yoshindo Yamaji : Tatsugorō
- Daisuke Katō : Shinkichi